# وعاء الفلفل (زوولا)

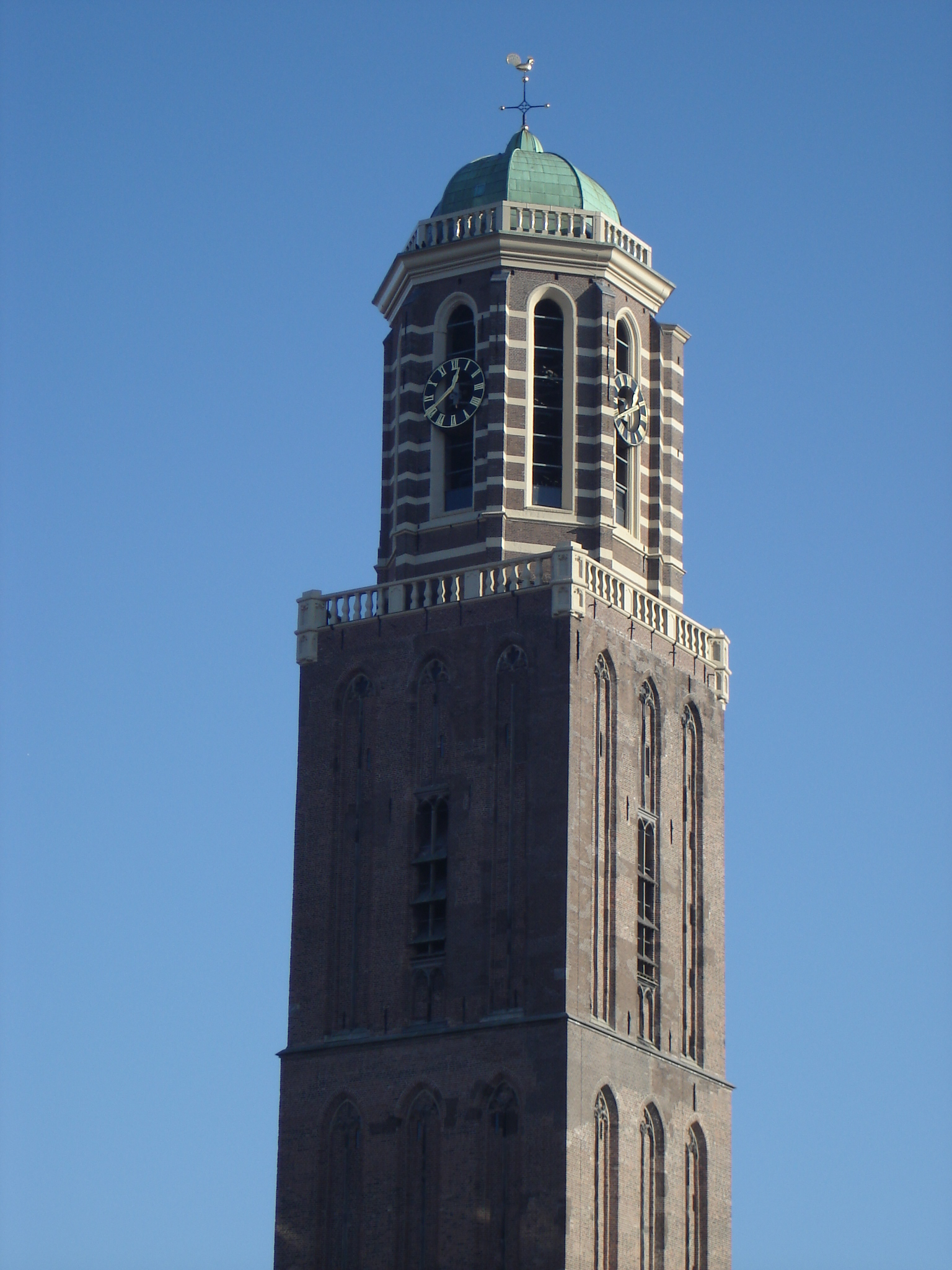
وعاء الفلفل

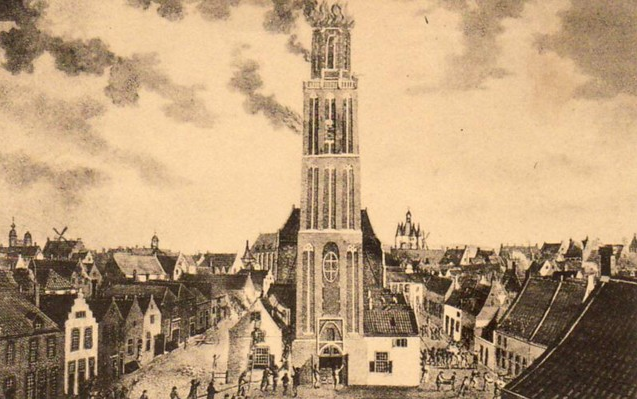
حريق عام 1815

وعاء الفلفل (بالهولندية: Peperbus) هو برج في زوولا من أواخر الحقبة القوطية  تابع لكنيسة السيدة العذراء والدة الإله. «وعاء الفلفل» هو لقب لبرج السيدة، وسمي كذلك بسبب شكله الذي يشبه وعاء الفلفل الأسود. يبلغ ارتفاع البرج 75 مترا، ويمكن رؤيته من بعيد.
برج وعاء الفلفل يحتوي على سلم لولبي إلى الشرفة الأولى على ارتفاع 51 متر ارتفاع، أي ما يعادل 236 درجة، وهي متاحة للزوار. أما الشرفة الثانية، فهي على ارتفاع 65 مترا ومغلقة.

## التاريخ
بني وعاء الفلفل بين 1454 و1463. إلا أنه كان مبسطا من الأعلى. بعد احتراق برج كنيسة القديس ميخائيل في 1669، كانت هناك حاجة لبرج جديد لتمثيل مدينة زوولا. في 1727، بنيت قبة على شكل بصلة على أعلى البرج.
في عام 1815، دمر الجزء العلوي من البرج في حريق. تم ترميم البرج، وإعطائة القبة الحالية على النمط الكلاسيكي الحديث.

## الترميم
من عام 2002 إلى عام 2005 تم ترميم برج وعاء الفلفل، لأن عيوبا هيكلية في البرج كانت قد نشأت خلال السنوات السابقة. في 2 نوفمبر 2004 ، وضعت أربعة أجراس وضعها في الجرسية ليصبح العدد الكلي للأجراس 51، وهي من أكبر الجرسيات في هولندا.

## الارتفاع
يبلغ ارتفاع برج وعاء الفلفل 75 مترا. لفترة طويلة، كان أطول برج في زوولا، ولكن لم يعد كذلك بعد بناء آيسلتورن. آيسلتورن هو مبنى مكتبي وهو جزء من فورستربورت ويبلغ ارتفاعه حوالي 96 مترا.

## معرض الصور

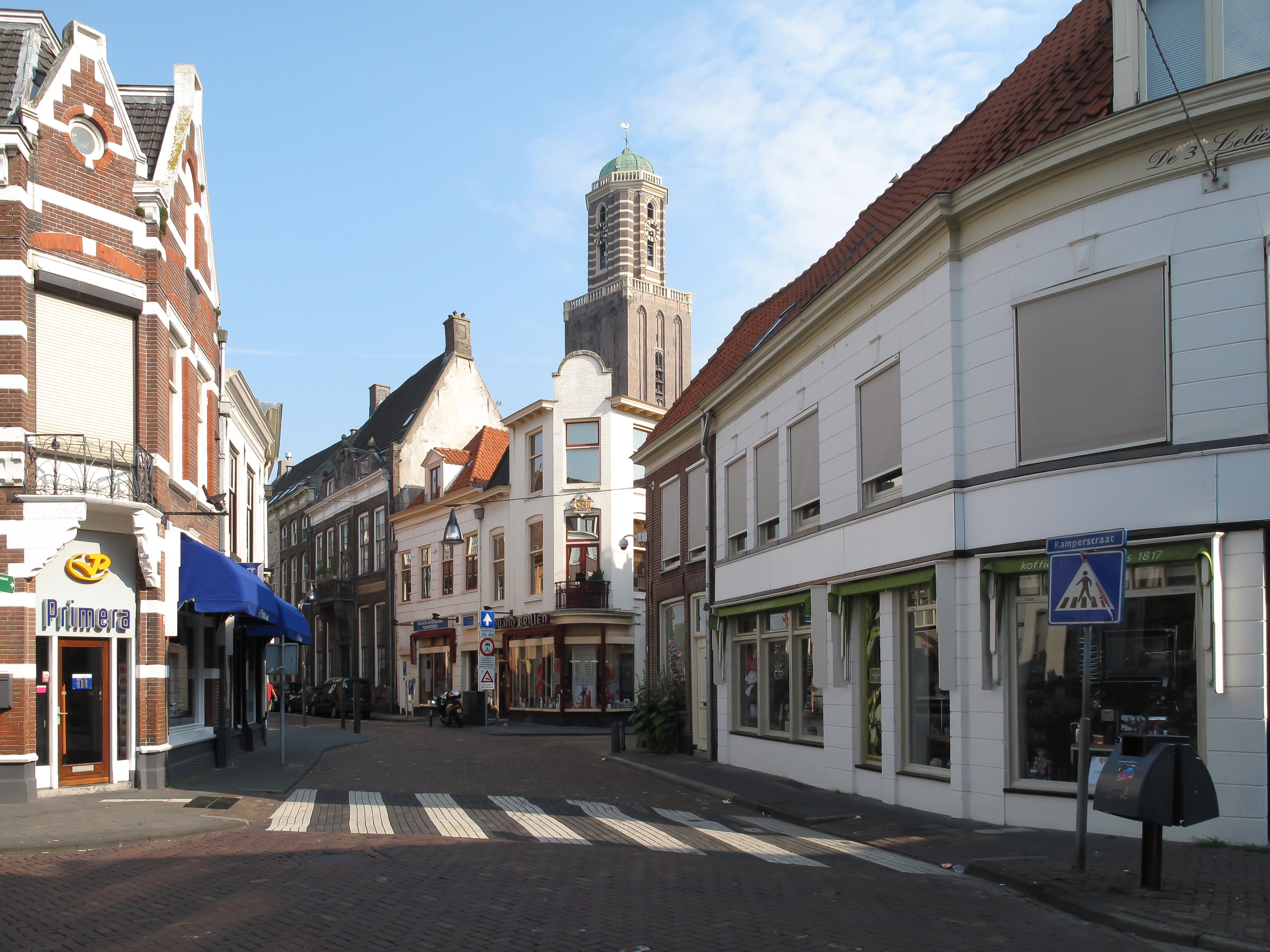
منظر عام للشارع مع وعاء الفلفل في الخلفية
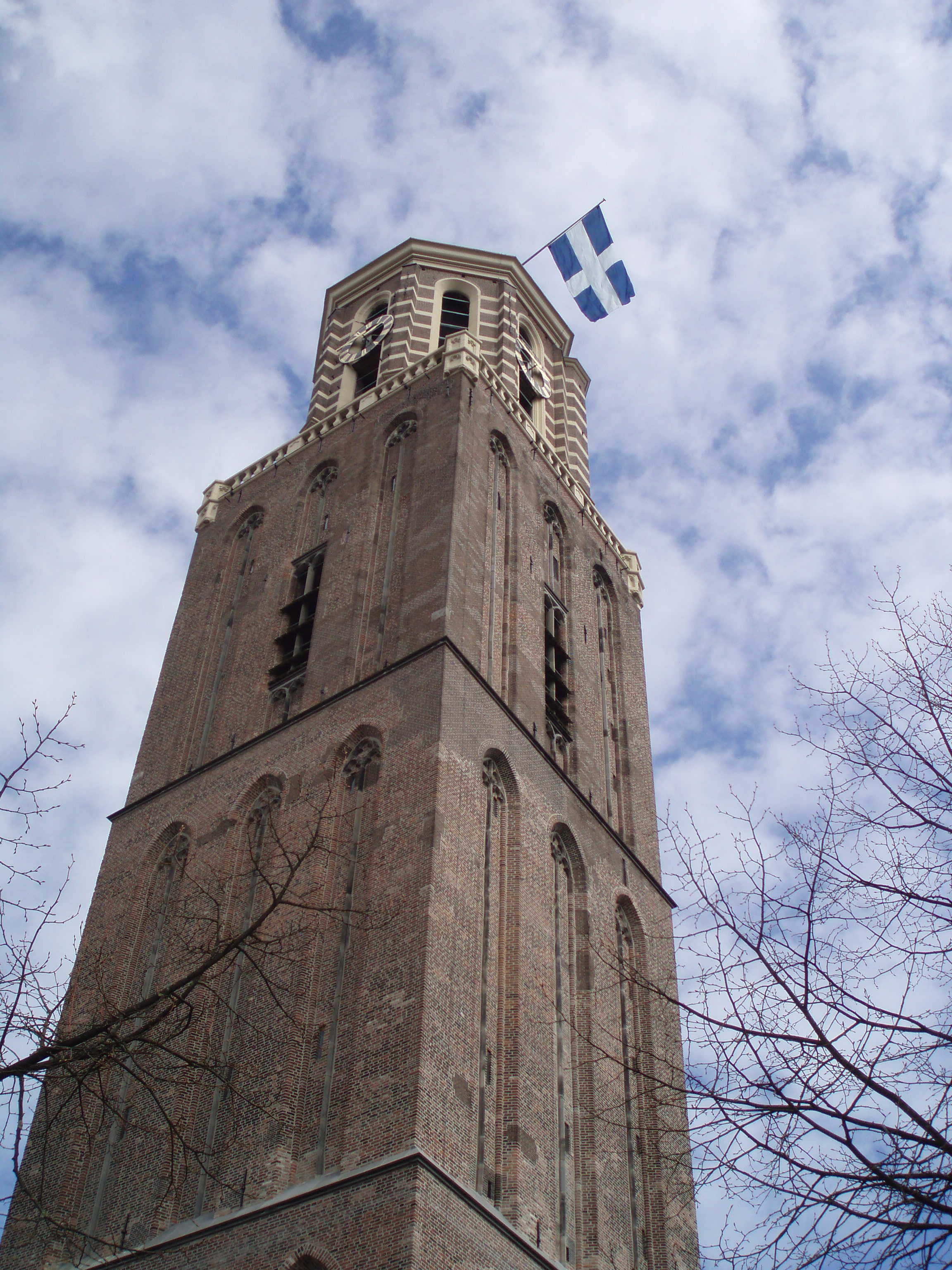
وعاء الفلفل من أسفل البرج
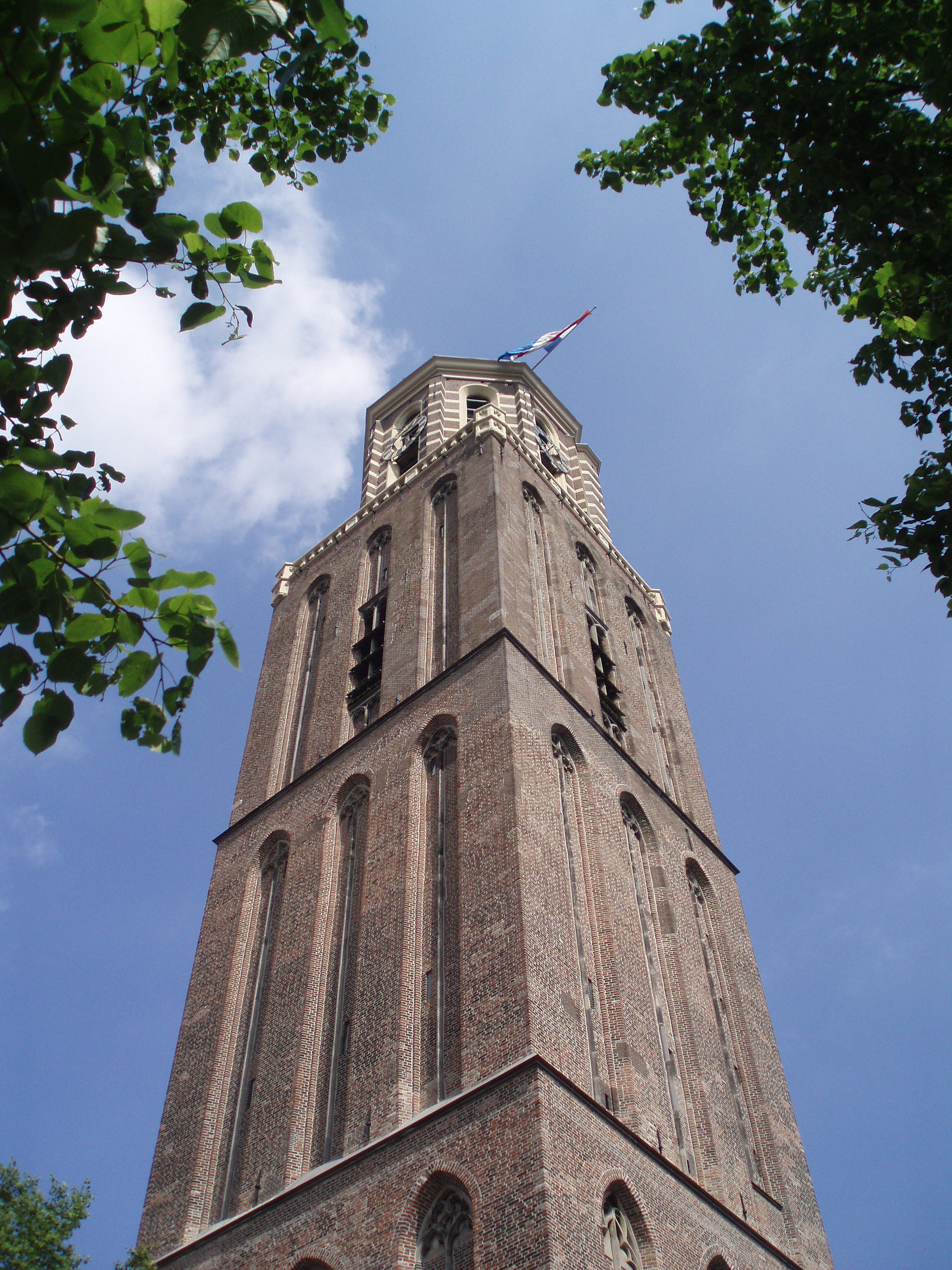
وعاء الفلفل مع العلم الهولندي
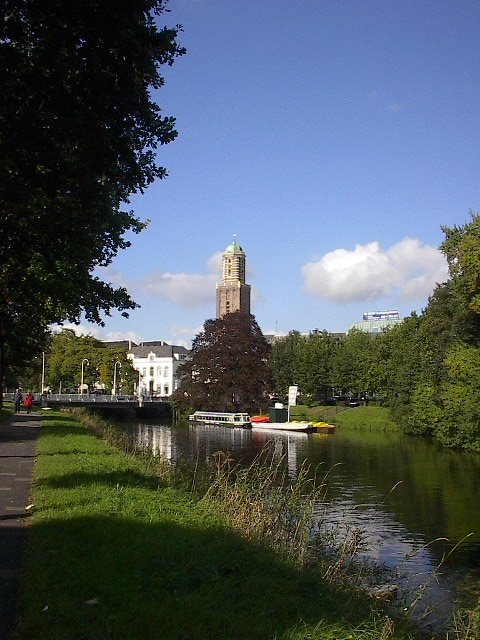
وعاء الفلفل من القناة
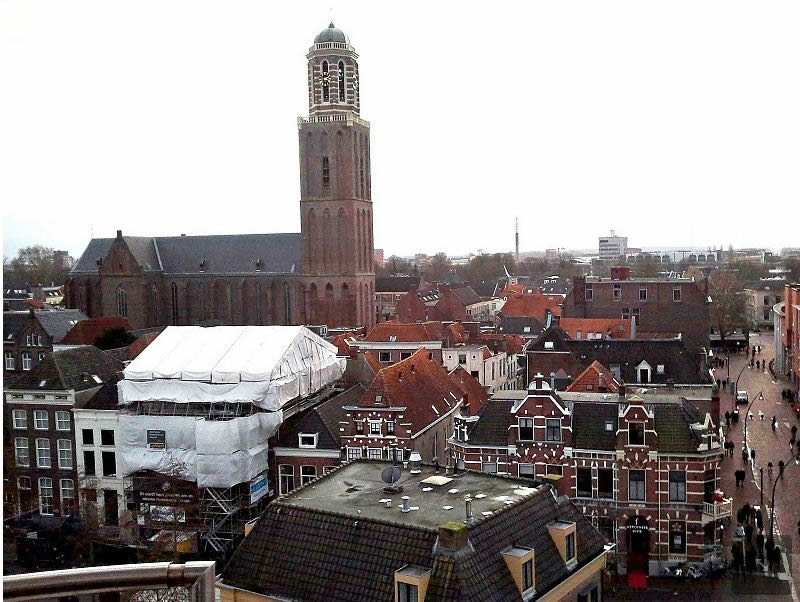
وعاء الفلفل من عجلة فيريس في رودرتورنبلاين

## وصلات خارجية
- الموقع الرسمي

‌